# 稲葉通邦
稲葉 通邦（いなば みちくに、延享元年（1744年） - 享和元年4月25日（1801年6月6日））は江戸時代後期の尾張藩士・国学者。稲葉通経（籍翁）の子。字は君達。通称は喜蔵・喜三郎。
延享元年（1744年）、名古屋にて稲葉通経の子として生まれる。稲葉一鉄の子で徳川家康に仕えて後に徳川義直に付けられた稲葉方通から数えて7代目にあたる。宝暦11年（1761年）、家督を相続。
五味貞之から古流故実伝（五味流）を継承した岡田重定に師事して有職故実を学び、明和8年（1771年）に免許皆伝、安永5年（1776年）に岡田から後継者に指名されて、古流故実伝の師範となった。また、尾張藩においても天明6年（1786年）に御書物調御用、寛政2年（1790年）に御図書吟味役に任ぜられた。
藩の事業であった『神祇宝典』・『類聚日本紀』の校訂と『張州府志』・『尾陽志略』・『木曾志略』の改定事業を主導した他、大須の真福寺にあった『将門記』や『和名類聚抄』の影写本の刊行などを行った。また、河村秀根や石原正明・神村正隣と共に『令集解』の研究を行って『講令備考』を編纂し、他にも『雫抄』などの著作がある。

## 光明を放つ『神祇令和解』
通邦の文献研究では、寛政8年（1796年）に著された『神祇令和解』は大宝、養老、延暦各令文の異同を考証し、神祇令本文をほぼ復旧したもので、荷田春満、在満、冬満ら羽倉家の律令学と佐藤誠実の『律令考』に始まる現代律令学との間にあって光明を放っていると高く評価されている。
ただし、通邦の事跡については当時の国学者の間で関心が高いとは言えなかった遺物の実証的研究を通じた考証を積極的に取り入れたことが評価されてきた。また、大鎧や漏刻など過去の遺物の復元・再現にも積極的に行った。松平定信も通邦を高く評価して、通邦の著書の図表などを『集古十種』に引用している。
享和元年（1801年）、名古屋にて死去。墓は名古屋市の徳林寺にある。

## 関連文献
- 佐藤誠実 著、瀧川政次郎 編『佐藤誠実博士 律令格式論集』律令研究会 / 汲古書院、1992年。doi:10.11501/13097740。